# にちよるなま NOWOOO!
『にちよるなま NOWOOO!』（にちよるなま なうー!）は、北海道文化放送（uhb）で放送されていた生放送情報番組である。

## 概要
北海道文化放送とYahoo! JAPANが強力タッグを組んだ、月曜未明（日曜深夜）の生放送情報番組。毎週旬なゲストを迎え、月曜朝から誰かに話したくなる情報をお届けする。リアルタイムで視聴すると毎週素敵なプレゼントが当たる。北海道文化放送の未明帯における生放送の情報番組は、「102匹の羊」最終回以来14年ぶりとなる。
2016年6月20日（19日深夜）の生放送をもって終了。

## 出演者
MC
- 石井しおり（uhbアナウンサー）

サブMC
- 福本義久（uhbアナウンサー、スタジオ内のスマートフォン型画面に投影）

リポーター
- guri（第3回から登場。当初はスタジオ内の人形役だったが、第6回以降はリポーターとして出演。）

## 企画
Yahoo!JAPANサービス紹介
Yahoo!JAPANの提供する各種サービスから毎週一つおすすめのサービスを紹介する。
話題NOWOOO!
この1週間に盛り上がりを見せたトピックスを紹介する。
バズ・コレ!
明日話したくなる流行の話題を紹介する。
ツカエルねボタン
番組データ放送や公式ホームページに設置される、番組内で使えると思った際に押す視聴者参加企画。押せる回数に制限はなく、放送中に押された総回数をポイントとして表示し各週毎に定められた目標を超えると視聴者プレゼントのキーワードが開示される。

## 放送リスト
| 回 | 放送日                        | ゲスト                                                           | 備考     |
| -- | ----------------------------- | ---------------------------------------------------------------- | -------- |
| 1  | 2016年 1月18日（1月17日深夜） | 羽田圭介（小説家）                                               |          |
| 2  | 1月25日（1月24日深夜）        | 椎木里佳（実業家）                                               |          |
| 3  | 2月1日（1月31日深夜）         | 千原ジュニア（お笑い芸人）                                       |          |
| 4  | 2月8日（2月7日深夜）          | モリマン（お笑いコンビ）                                         |          |
| 5  | 2月15日（2月14日深夜）        | 和田哲（雑誌『O.tone』編集部デスク・街歩き研究家）               |          |
| 6  | 2月22日（2月21日深夜）        | 石井雅子（リポーター）                                           |          |
| 7  | 2月29日（2月28日深夜）        | 井上苑子（シンガーソングライター）                               |          |
| 8  | 3月7日（3月6日深夜）          | 筧美和子（モデル・女優）                                         |          |
| 9  | 3月14日（3月13日深夜）        | 野々村芳和（株式会社コンサドーレ代表取締役社長・元サッカー選手） |          |
| 10 | 3月21日（3月20日深夜）        | 森本稀哲（プロ野球解説者・元北海道日本ハムファイターズ選手）     |          |
| 11 | 3月28日（3月27日深夜）        | すずらん（お笑いコンビ）                                         |          |
| SP | 4月3日                        | 千原ジュニア 手島優（グラビアアイドル）                          | [ 注 2 ] |
| 12 | 4月4日（4月3日深夜）          | 千原ジュニア 手島優（グラビアアイドル）                          |          |
| 13 | 4月11日（4月10日深夜）        | 渋川紗有実・斉藤梨々子（ミルクス本物）                           |          |
| 14 | 4月18日（4月17日深夜）        | 小原優花・北出彩・手塚星明（フルーティー）                       |          |
| 15 | 4月25日（4月24日深夜）        | 井上苑子（シンガーソングライター）                               |          |
| 16 | 5月2日（5月1日深夜）          | 岩尾望（フットボールアワー）                                     |          |
| 17 | 5月9日（5月8日深夜）          | すずらん（お笑いコンビ）                                         |          |
| 18 | 5月16日（5月15日深夜）        | すずらん（お笑いコンビ）                                         |          |
| 19 | 5月23日（5月22日深夜）        | KENJI（ウーマンジャーナリスト）                                  |          |
| 20 | 5月30日（5月29日深夜）        | 建山義紀（プロ野球解説者・元北海道日本ハムファイターズ選手）     |          |
| 21 | 6月6日（6月5日深夜）          | 木﨑ゆりあ（AKB48 チームBキャプテン）                            |          |
| 22 | 6月20日（6月19日深夜）        | 森崎博之（TEAM NACSリーダー）                                    |          |

- 6月13日（6月12日深夜）は、R-1ぐらんぷり優勝者特番「売れてる奴らに学ぶ! ハリウッドザコシショウ TVの掟」（関西テレビ制作、0:30 - 1:30）のため休止。